# Бамбук (горы)
Бамбук — горный хребет на западе Мали, вблизи границы с Сенегалом. Данный регион когда-то был крупным центром по добыче золота, металл продавался арабским торговцам в начале XII века. Мали по-прежнему добывает здесь золото и в настоящее время является третьим по объёму производителем золота в Африке, несмотря на то что его запасы в недрах страны значительно уменьшились.
Западные пределы гор Бамбук находятся южнее города Каес, где скалы Тамбаура идут параллельно границе Сенегала. Песчаная равнина отделяет горы Бамбук от горной области Мандинго.